# Coletinia diania
Coletinia diania es una especie de insecto zigentomo cavernícola de la familia Nicoletiidae. Es endémica de la provincia de Alicante, este de la península ibérica (España).